# 淡水螺

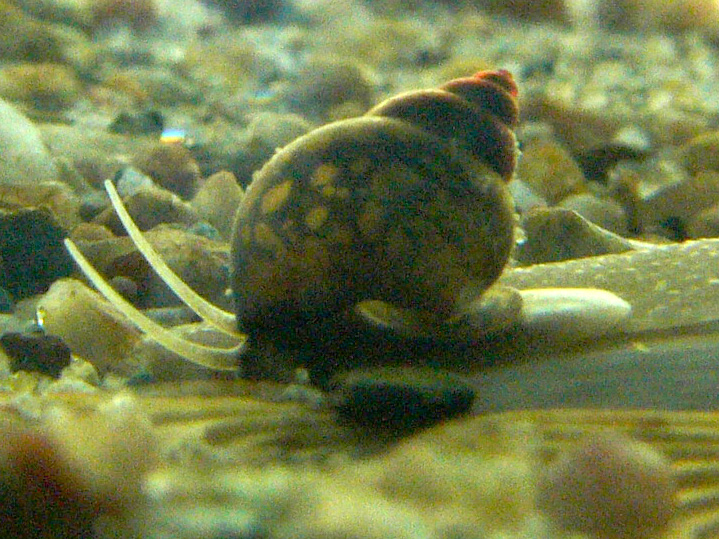

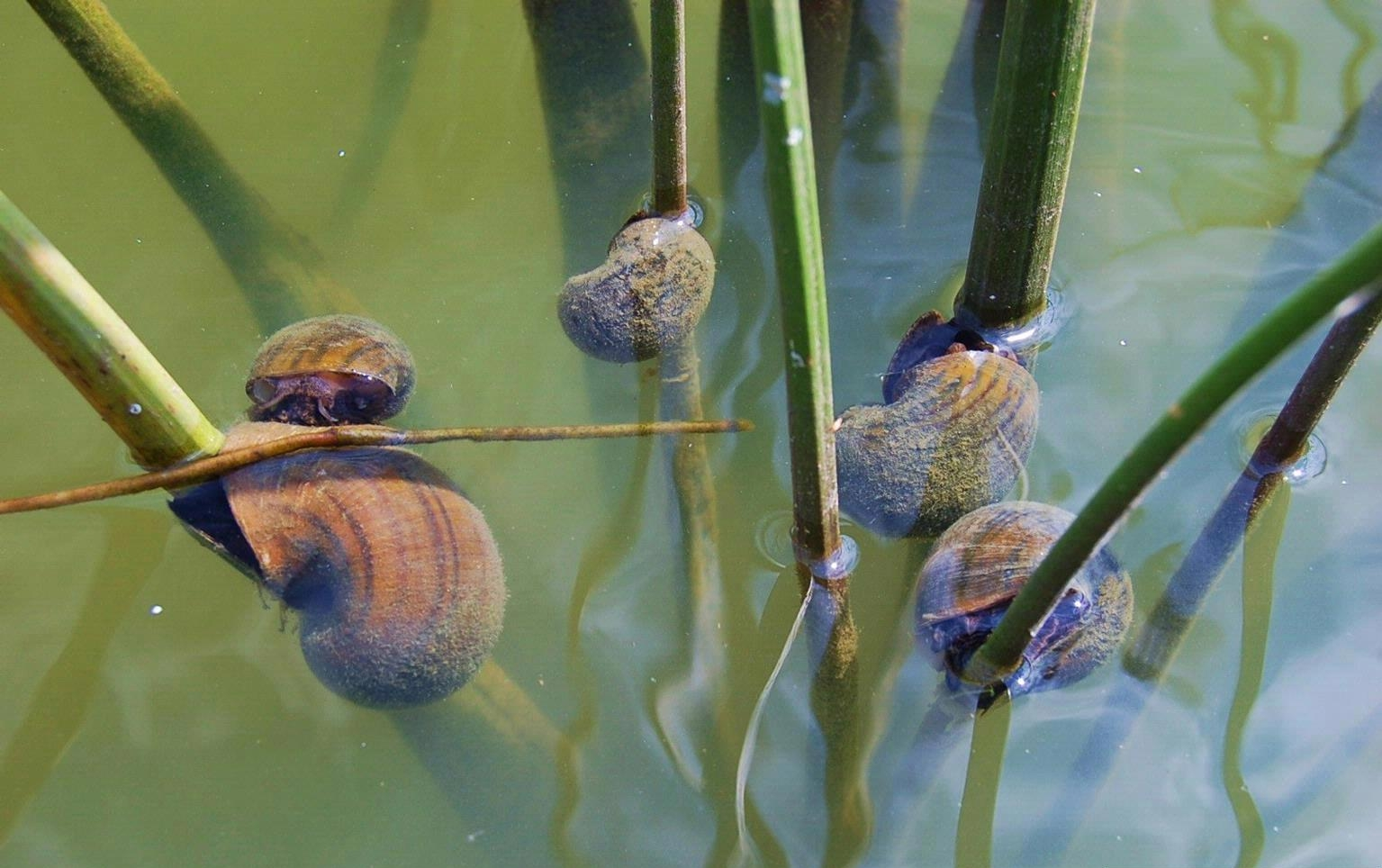

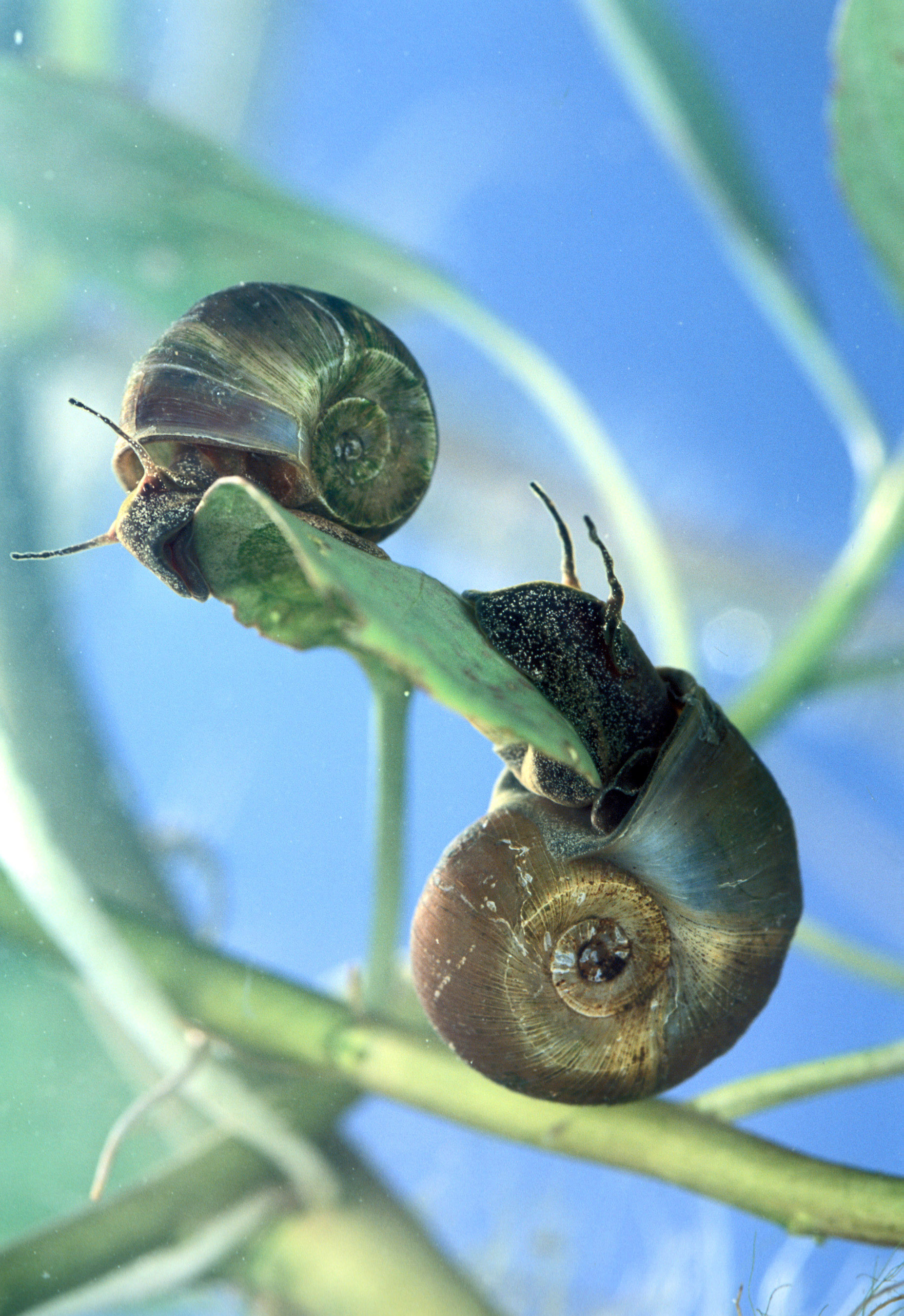

淡水螺是對一類生活在淡水中的腹足软体动物的統稱。有许多科的動物都被視為淡水螺。它们分布在世界各地，从池塘、河流到湖泊均有淡水螺的身影。除了极少数的物種，绝大多数淡水腹足动物都有壳。有些生活在淡水中的蜗牛能用鳃呼吸，而其他淡水螺物種则需要到达水面才能呼吸。此外，有些淡水螺是两栖性動物，既有鳃又有肺（如蘋果螺科）。大多数淡水螺以藻类为食，但许多是食碎屑动物，有些是滤食性动物。
根据2008年的統計，全球约有4000种淡水腹足動物（3795-3972）。